# 自贡南站
自贡南站，原称舒坪站，是位于四川省自贡市自流井区舒坪镇的一个铁路车站，邮政编码643000。
车站建于1958年，有内昆铁路经过该站，现办理客货运业务。车站及其上下行区间均已电气化。车站距离内江站50公里，隶属成都铁路局，是四等站。

## 车站周边
- 仙市古镇
- 恐龙博物馆
- 夏洞寺
- 张家沱盐业遗址